# Гули (Ингушетия)
Гули́, Хули́ (ингуш. Хьули́) — село в Джейрахском районе Республики Ингушетия. Является административным центром cельского поселения Гули. Родовое село ингушского тейпа Хьулахой.

## География
Расположено к юго-востоку от районного центра Джейрах.
Ближайшие населённые пункты: на северо-западе — село Бейни, на юго-западе — село Ольгети, на востоке — село Ляжги.

## История
В истории средневековой Ингушетии селение Гули относилось к Кистинскому или Фяппинскому обществу. В 1830-х годах селение было полностью разрушено в результате карательных экспедиций, предпринятых царскими войсками в горную Ингушетию.
В 2016 году одна из жилых башен селения была восстановлена представителем рода Саварбеком Хадзиевым. В том же году старейшина селения Илиев Аппаз Лорсович был (заочно) награждён статуэткой «Золотая роза» за победу в номинации «Долголетие без границ» на международном фестивале в Болгарии «Славянская сказка». Аппазу Илиеву на тот момент было 120 лет.

## Население
| 2006 | 2007 | 2008 | 2009 | 2010 | 2011 | 2012 |
| ---- | ---- | ---- | ---- | ---- | ---- | ---- |
| 427  | ↗433 | ↗442 | ↗450 | ↘309 | ↘259 | ↗265 |
| 2013 | 2015 | 2016 | 2019 | 2024 |      |      |
| ↘243 | ↘237 | ↘231 | ↗256 | ↗475 |      |      |

## Образование
- Гулинская муниципальная начальная общеобразовательная школа[16].

## Галерея

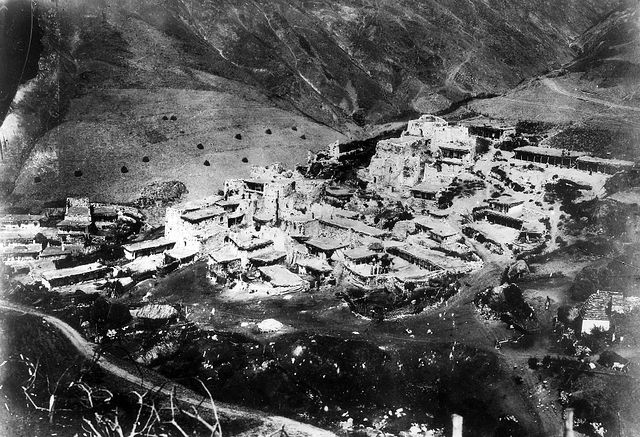
Хули. 1910 г.
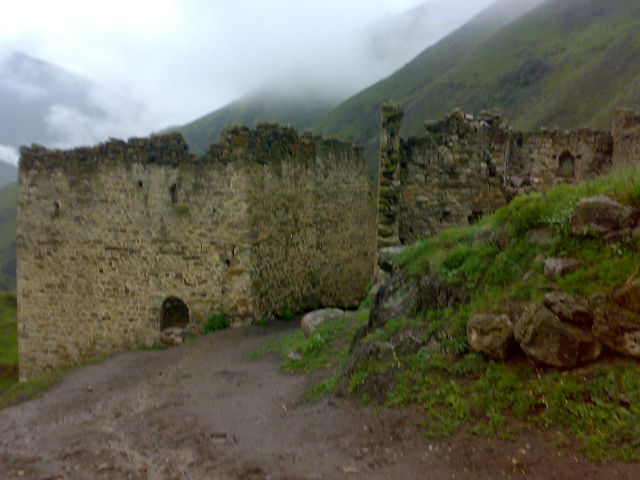
Селение Гули
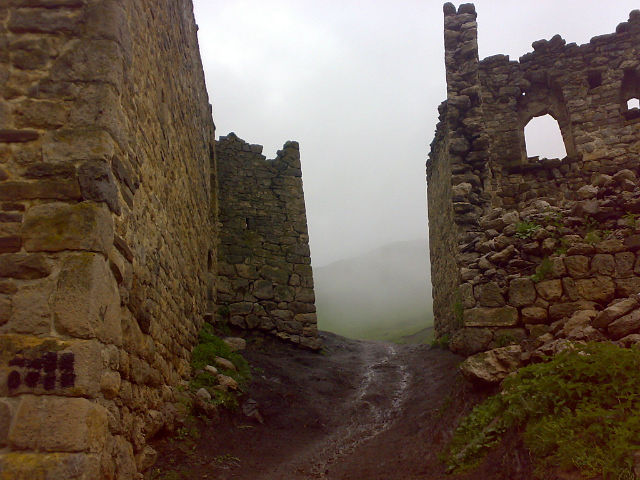
Гули